# Hårfrisörskans make
Hårfrisörskans make (franska: Le Mari de la coiffeuse) är en fransk romantisk komedi från 1990 i regi av Patrice Leconte.

## Utmärkelser
Filmen vann Louis Delluc-priset 1990.

## Roller (urval)
- Jean Rochefort – Antoine
- Anna Galiena – Mathilde
- Roland Bertin – Antoines far
- Yveline Ailhaud – Antoines mor
- Maurice Chevit – Agopian

- Philippe Clévenot – Morvoisieux
- Jacques Mathon – Chardon
- Albert Delpy – Donecker
- Ticky Holgado – Morvoisieux' svärson
- Michèle Laroque – adoptivmamman
- Anne-Marie Pisani – Mme. Schaeffer